# جاك كيد
جاك كيد (بالإنجليزية: Jack Cade)‏ كان القائد الرئيسي للثورة التي أقيمت ضد هنري السادس في حرب الوردتين.